# 지그메 팔덴 도르지
지그메 팔덴 도르지(Jigme Palden Dorji, 1919년 ~ 1964년 4월 6일)는 부탄의 정치인이다. 

## 생애
1952년부터 1964년 4월 6일까지 부탄의 총리를 역임했다. 부탄의 정치 가문인 도르지 가문 출신이며 부탄의 총리를 역임한 소남 토프가이 도르지의 아들로 태어났다. 1964년 4월 6일 종교, 정치 문제로 인해 갈등을 빚고 있던 부탄 군부에 의해 암살되었다.